# (149955) Maron
(149955) Maron est un astéroïde de la ceinture principale.

## Description
(149955) Maron est un astéroïde de la ceinture principale. Il fut découvert le 9 octobre 2005 à Hormersdorf par Jaochim Lorenz. Il présente une orbite caractérisée par un demi-grand axe de 2,46 UA, une excentricité de 0,09 et une inclinaison de 13,7° par rapport à l'écliptique.

## Compléments